# Nam-myeon, Jeongseon-gun
Nam-myeon (koreanska: 남면) är en socken i Sydkorea. Den ligger i kommunen Jeongseon-gun i provinsen Gangwon, i den nordöstra delen av landet, 160 km öster om huvudstaden Seoul.